# Wilhelm Gieseler
Wilhelm Gieseler (* 11. Oktober 1900 in Hannover; † 26. September 1976 in Terracina) war ein deutscher Anthropologe, Rassenbiologe, Mediziner, Hochschullehrer und SS-Führer.

## Leben
Gieseler besuchte ein Gymnasium und schloss seine Schullaufbahn im Juni 1918 mit dem Notabitur ab. Danach absolvierte er ein Studium der Medizin sowie Anthropologie an den Universitäten Heidelberg, Freiburg und München. In München promovierte Gieseler 1924 mit der Dissertation Studien über die Anthropoidenfemora. Ein Beitrag zur Klaatschen Abstammungshypothese zum Dr. phil. bei Rudolf Martin. Anschließend wurde er wissenschaftlicher Mitarbeiter und ab Herbst 1924 Lehrbeauftragter am Anthropologischen Institut der Universität München. Dort erfolgte 1925 auch seine Habilitation für Anthropologie. Das Medizinstudium schloss er 1931 mit dem zweiten Staatsexamen und Promotion zum Dr. med. Ab Anfang Juli 1930 war er am Anatomischen Institut der Universität Tübingen unter Martin Heidenhain tätig. Von 1926 bis 1976 gab er mit Unterbrechungen die Zeitschrift Anthropologischer Anzeiger heraus; von 1927 bis 1931 gemeinsam mit Theodor Mollison und von 1956 bis 1964 mit Emil Breitinger.
Nach der Machtübernahme durch die Nationalsozialisten erhielt Gieseler Anfang Mai 1934 in Tübingen ein Extraordinat für Anthropologie und „Rassenkunde“, während die Professur für Altes Testament nicht neu besetzt wurde. Zudem leitete er im Schloss Hohentübingen als Direktor das Rassenbiologische Institut, das dem Rassenpolitischen Amt der NSDAP unterstellt war. Gieseler wurde im Oktober 1938 ordentlicher Professor für Rassenbiologie an der Universität Tübingen. Nach Beginn des Zweiten Weltkrieges wurde er zur Wehrmacht eingezogen und war bis Februar 1940 als Unterarzt bei der Sanitätsstaffel Tübingen eingesetzt. Im September 1940 wurde er vom Militärdienst befreit und kehrte, nachdem er im Februar 1941 als unabkömmlich eingestuft wurde, an die Universität zurück.
Von 1937 bis 1958 war Gieseler Vorsitzender der Deutschen Gesellschaft für Anthropologie (zuerst „Deutsche Gesellschaft für Rassenforschung“). Ab 1939 war er in Tübingen bei der Forschungsstelle für rassenkundliche Kolonialwissenschaft tätig. Während des Zweiten Weltkrieges wurde er 1943 zum Prorektor der Universität Tübingen ernannt. Im selben Jahr war er Koreferent bei Hermann Stuttes Habilitation. Bei dem Bevollmächtigten für das Gesundheitswesen Karl Brandt war er ab 1944 noch Angehöriger des wissenschaftlichen Beirates.
Am 3. Mai 1945 wurde Gieseler durch Angehörige der französischen Armee festgenommen und interniert. Anfang Juli 1945 wurde er offiziell von seiner Professur entbunden. Im September 1948 wurde er als Mitläufer entnazifiziert. Anfang Januar 1955 übernahm er zunächst kommissarisch wieder die Leitung seines „Anthropologischen Instituts“ in Tübingen, das ab 1961 die Bezeichnung Institut für Anthropologie und Humangenetik führte. Nach Kriegsende lag sein Forschungsschwerpunkt in der Paläoanthropologie. Gieseler erhielt 1962 wieder eine ordentliche Professur an der Universität Tübingen. Anfang Oktober 1968 wurde er emeritiert. Gieseler starb während eines Urlaubs in Italien.
Als Paläoanthropologe untersuchte er Schädelfunde aus der Vogelherdhöhle (veröffentlicht 1937) und dem Hohlenstein im Lonetal, die später als Fundstellen der bis dahin ältesten Kunstwerke der Menschheit bekannt wurden.

## Politische Tätigkeit und SS-Führer beim RuSHA
Gieseler trat zum 1. Mai 1933 der NSDAP bei (Mitgliedsnummer 2.872.638) und wurde im Januar 1934 Mitglied der SA. Von der SA wechselte er im Dezember 1937 zur SS (SS-Nummer 310.352), wo er 1943 den Rang eines SS-Hauptsturmführers erreichte. Er war zudem Ratsherr in Tübingen und war für einige Zeit als „Kreisbeauftragter des Rassenpolitischen Amtes“ tätig. Gieseler bildete Eignungsprüfer aus, die während des Zweiten Weltkrieges im Generalgouvernement polnische Kinder zur Eindeutschung auswählten. Er gehörte auch dem NS-Lehrerbund (NSLB) und NS-Dozentenbund (NSDDB) an.

## Schriften
- als Hrsg.: Schwäbische Rassenkunde. 4 Bände, in Verbindung mit der Württembergischen Kommission für Landesgeschichte. Kohlhammer, Stuttgart.
- Die urgeschichtlichen Menschenfunde aus dem Lonetal und ihre Bedeutung für die deutsche Urgeschichte. In: Robert Wetzel, Hermann Hoffmann (Hrsg.): Wissenschaftliche Akademie Tübingen des NSD-Dozentenbundes. Band 1: 1937, 1938, 1939. Mohr, Tübingen 1940, S. 102–127.
- als Mithrsg.: Rassenkundliche Untersuchungen an Wehrpflichtigen aus dem Wehrbezirk Tübingen. Ergebnisse einer rassenbiologischen Gemeinschaftsarbeit. Kohlhammer, Stuttgart 1941.
- Die Fossilgeschichte des Menschen. Theiss, Stuttgart 1974.